# 新潟県道221号上町屋釜沢糸魚川線

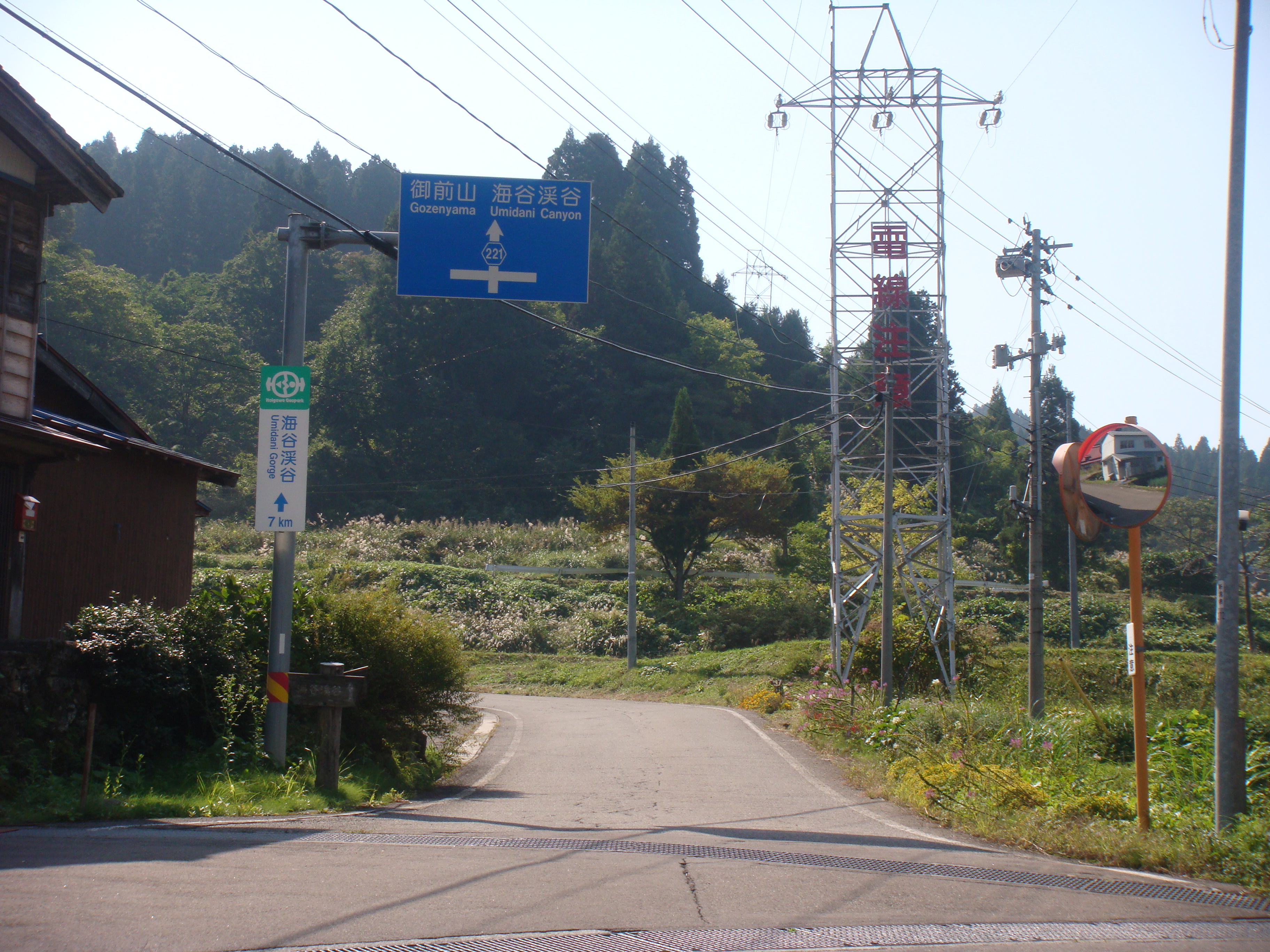
糸魚川市来海沢にて、根知谷方面を望む
2011年（平成23年）10月撮影

新潟県道221号上町屋釜沢糸魚川線（にいがたけんどう221ごう かみまちやかまざわいといがわせん）は、新潟県の糸魚川市内を通る一般県道である。

## 概要
糸魚川市南部の根知地区（根知谷）と同市東部の西海地区（西海谷）とを結ぶ。
起点のある糸魚川市南部の根知谷は一級河川姫川の支流の1つである根知川流域に位置する。ここから二級河川海川の支流の1つである水保川の最上流部にある糸魚川市御前山や同市市野々の集落を経て、海川流域の西海谷に至る。糸魚川市の東西の中山間地域間の車道がほとんど見られない中で、当県道は同市中心市街地を経ずに根知谷と西海谷とを東西に結ぶ希少な道路である。しかし、起点付近の根知川と並行する区間や同市御前山付近の島滝川沿いは冬期閉鎖される。
総延長19.7797km（＝19779.7m）は、糸魚川市内で完結する新潟県道としては新潟県道246号西飛山能生線に次いで2番目に長い。ただし、実延長では新潟県道246号西飛山能生線が19.0653km（＝19065.3m）に対し、当県道は0.7144km（＝714.4m）上回っている。

### 路線データ
- 起点：新潟県糸魚川市大字蒲池字江端264-子-1（＝新潟県道225号川尻小谷糸魚川線交点、新潟県道526号蒲池西山線起点）
- 終点：新潟県糸魚川市押上1丁目793-2（＝押上西交差点、国道8号交点）

## 路線状況
全区間舗装されている。
規格改良に関しては、全体の約80.7％にあたる15.959km＝15959mが改良済みである。改良済みの区間のうち、10.7178km（＝10717.8m、全区間の54.2％）は5.5m以上の幅員が確保されている一方で、2.6742km（＝2674.2m）は規格未改良かつ3.5m未満の幅員の区間も存在している。歩道は6.0153km（＝6015.3m）設置されている。

### 冬期閉鎖区間
- 糸魚川市蒲池（上町屋） - 同市上野（井口） 0.5km
- 糸魚川市上野（梨ノ木） - 同市御前山 2.7km
  - いずれの区間も、概ね12月上旬から翌年4月中旬まで閉鎖される[1]。

## 地理

### 通過する自治体
- 新潟県
糸魚川市

### 交差する道路
- 新潟県道225号川尻小谷糸魚川線、新潟県道526号蒲池西山線（新潟県糸魚川市蒲池：起点）
- 新潟県道222号西中糸魚川線（中央大通りバイパス）（糸魚川市・南押上交差点）
- 国道8号（糸魚川市押上1丁目・押上西交差点）

### バス路線
- 糸魚川バス（来海沢 - 南押上 - 押上交差点）

### 沿線
- 頸城山塊
  - 駒ヶ岳
- 根知川
- 海川
- デンカ 海川第三発電所、海川第四発電所
- 糸魚川カントリークラブ
- 糸魚川市立西海小学校
- 北陸自動車道 平牛トンネル
- 新潟県立糸魚川高等学校
- 北陸新幹線 押上高架橋
- 新潟県糸魚川地域振興局
- えちごトキめき鉄道